# 藤原為通
藤原 為通（ふじわら の ためみち）は、平安時代後期の公卿。藤原北家中御門流、太政大臣・藤原伊通の長男。官位は正四位下・参議。

## 経歴
崇徳天皇に寵愛される。大治5年（1130年）叙爵され、右少将、左中将、備中介等を歴任。大治6年（1131年）従五位上の昇叙から、保延年間に従四位上まで昇進。永治2年（1141年）に正四位下に叙され、備後権介、左中将、蔵人頭等を経て、久安6年（1150年）に参議・中宮権大夫。仁平2年（1152年）に丹波権守となるが、2年後に卒去。享年43。
五味文彦『院政期社会の研究』によると、康治元年（1142年）に藤原頼長と男色関係にあったと記される「四品羽林」、また久安3年（1147年）正月に情交を持っているのが為通だとされる。

## 官歴[1]
- 大治5年5月7日（1130年6月14日）：従五位下
- 大治6年正月7日（1131年2月6日）：従五位上
- 長承元年12月25日（1133年2月1日）：侍従
- 保延2年正月5日（1136年2月8日）：正五位下、12月24日（1137年1月17日）：右少将
- 保延3年正月3日（1137年1月25日）：備中介、4月16日（1137年5月7日）：左少将、
- 保延4年正月6日（1138年2月16日）：従四位下
- 保延6年正月22日（1140年2月12日）：従四位上
- 永治元年12月2日（1141年12月31日）：中宮権亮、12月7日（1142年1月5日）：皇太后宮権亮
- 永治2年正月7日（1142年2月4日）：正四位下、正月23日（1142年2月20日）：備後権介、12月21日（1143年1月8日）：左中将
- 久安2年正月（1146年）：備前権介
- 久安5年7月28日（1149年9月1日）：蔵人頭
- 久安6年正月29日（1150年2月28日）：参議、6月22日（1150年7月18日）：中宮権大夫
- 仁平2年正月28日（1152年3月6日）：丹波権守

## 幼名について
```
『
今鏡
』によれば、その幼名「
次太君
」は祖父の
藤原宗通
が命名したもので、「次（郎）」は父である宗通の次男・伊通を指し、「太（郎）」は彼自身（伊通の長男）を表している。つまり「次太君」とは「宗通の次男である伊通の長男」という意味を込めた名前である。
```

## 系譜
- 父：藤原伊通
- 母：藤原定実の娘
- 妻：源師頼の娘
  - 男子：藤原伊忠
  - 男子：藤原泰通 - 藤原成通の養子
- 生母不明の子女
  - 男子：性禅
  - 男子：猷玄
  - 女子： 藤原成範室